# Disney Princess
Disney Princess là một thương hiệu truyền thông sở hữu bởi Công ty Walt Disney, do chủ tịch của Disney Consumer Products, Andy Mooney sáng tạo ra vào cuối những năm 1990. Thương hiệu này gồm một loạt các nữ nhân vật chính hư cấu đã từng xuất hiện trong nhiều bộ phim hoạt hình của Disney.
Mười hai thành viên chính thức hiện tại của thương hiệu này gồm Nàng Bạch Tuyết, Cô bé Lọ Lem, Aurora, Ariel, Belle, Jasmine, Pocahontas, Mulan, Tiana, Rapunzel, Merida, Moana, và Raya . Ngoài ra còn một số nhân vật được vinh danh nhưng vẫn chưa chính thức: Elsa và Anna (Do Elsa là nữ hoàng cai trị vương quốc Arendelle trước khi nhường ngôi cho Anna, vì vậy họ không phải là công chúa. Nhưng trong phim Wreck-It Ralph 2: Phá đảo thế giới ảo, họ lại có mặt cùng với các thành viên chính thức khác. Hơn nữa trong chiến dịch Ultimate Princess Celebration vào năm 2021, họ cũng được vinh danh trên trang chủ của Disney Princess ), Sofia, Elena, Alice, Leia, Esmeralda, Megara, Tinkerbell, Kida, Vanellope Von Schweetz, Eilonwy, Melody (con gái của Ariel), Attina, Alana, Adella, Aquata, Arista, và Andrina (những chị em của Ariel),  Nani Pelekai, Jane, Nancy Tremaine, Mia Thermopolis, Elizabeth Swann, Quorra, Anastasia,... Thương hiệu này đã phát hành búp bê, các video âm nhạc hát tập thể và nhiều sản phẩm khác, quần áo, đồ trang trí trong nhà và nhiều loại đồ chơi có hình ảnh của các nàng công chúa Disney.

## Lịch sử và quan niệm
—Mooney, kể về việc ông sáng tạo ra thương hiệu Những nàng công chúa Disney theo như tờ The New York Times ghi lại.
Nhà điều hành trước đây của tập đoàn Nike, Inc., Andy Mooney được bổ nhiệm làm chủ tịch của  bộ phận Disney Consumer Products thuộc The Walt Disney Company vào cuối những năm 1990. Khi đến xem buổi biểu diễn Disney on Ice đầu tiên của công ty, Mooney để ý rằng có một số cô bé đến xem mặc những bộ đồ giống những nàng công chúa mà không phải là các sản phẩm chính thức của Disney. " Đó chỉ là những sản phẩm giống công chúa được gắn vào bộ đồ Halloween mà thôi," Mooney nói với tờ The New York Times. Quan tâm đến điều này, Mooney nói chuyện với công ty vào buổi sáng hôm sau và thuyết phục họ bắt đầu làm việc cho một thương hiệu Những nàng công chúa Disney chính thống trong tương lai.
Danh sách ban đầu bao gồm những nàng công chúa sau: Nàng Bạch Tuyết, Cô bé Lọ Lem, Aurora, Ariel, Belle, và Jasmine, bốn trong số đó mang trong mình dòng máu hoàng gia chính thức; những người còn lại là qua hôn nhân mới bước vào các cung điện. Đây là lần đầu tiên các nhân vật hoạt hình được đưa ra thị trường dưới một thương hiệu tách biệt khỏi các bộ phim gốc. Mooney quyết định rằng, khi đưa lên các phương tiện quảng cáo như poster, các nàng công chúa sẽ không bao giờ được giao tiếp bằng mắt với nhau nhằm giữ được sự vẹn nguyên vốn có và những nét riêng của mỗi người trong những câu chuyện/bộ phim về họ. "Mỗi nàng công chúa sẽ hướng mắt về một hướng hơi khác một chút như họ không biết về sự có mặt của những người khác ở đây."
Mặc dù việc quảng cáo hạn chế và không có một nhóm tập trung cụ thể nào, các sản phẩm khác nhau của Những nàng công chúa Disney được phát hành đã đạt những thành công vang dội. Doanh số ở bộ phận Disney Consumer Products tăng từ 300 triệu USD trong năm 2001 lên 3 tỷ USD trong năm 2006.
Để trở thành một công chúa Disney chính thức thì phải đáp ứng đủ những điều kiện sau đây:
-Nhân vật phải có một vai trò chính trong một bộ phim Disney hoặc Pixar.
-Nhân vật phải là người, hoặc giống người như trong trường hợp của Ariel và trước đây là Tinkerbell.
-Nhân vật không nên được giới thiệu trong phần hậu truyện.
-Nhân vật nên được sinh ra trong hoàng gia, kết hôn với hoàng gia hoặc đã thực hiện một hành động của chủ nghĩa anh hùng trong trường hợp của Mulan.
-Bộ phim của nhân vật này phải là một thành công về doanh thu phòng vé, không gây choáng ngợp hay quá sức chịu đựng, và/hoặc có tác động đến văn hóa, gần giống với trường hợp của Aurora.  Điều này giải thích sự vắng mặt của Eilonwy, Kida, Anna và Elsa.
-Cùng với nó, nhân vật phải có sức hấp dẫn và sự công nhận lớn đối với người xem và khán giả.

### Snow White (Nàng Bạch Tuyết và bảy chú lùn)
Snow White là nàng công chúa đầu tiên và ban đầu của "Những nàng công chúa Disney". Là nhân vật chính trong sản phẩm phim hoạt hình đầu tiên của Walt Disney Animation Studios, Nàng Bạch Tuyết và bảy chú lùn (1937), Bạch Tuyết là một nàng công chúa có nét đẹp trong sáng, quý phái sinh ra với làn da trắng như tuyết, môi đỏ như máu và tóc đen như gỗ mun. Bạch Tuyết hiền lành, tốt bụng bị buộc phải tìm nơi trú ẩn tại nhà của bảy chú lùn, khi chạy trốn khỏi bà mẹ kế của mình, Hoàng hậu, một người ghen ghét đố kỵ với sắc đẹp của cô và luôn tìm cách giết cô. Bạch Tuyết thường được miêu tả là một nàng công chúa lương thiện, nhân hậu, lạc quan và vui vẻ, luôn tìm thấy điểm tốt ở tất cả mọi người. Không những thế, cô còn sở hữu kiểu tóc ngắn vừa đơn giản vừa tạo được sự kiêu kỳ và thanh thoát cho một nàng công chúa trẻ trung và lanh lợi. Ban đầu do Adriana Caselotti lồng tiếng, nhân vật của nàng công chúa Bạch Tuyết dựa trên nữ nhân vật chính trong truyện cổ tích của Đức Nàng Bạch Tuyết (1812) của anh em nhà Grimm. Nàng cũng từng được lồng tiếng bởi Mary Kay Bergman, Carolyn Gardener, và gần đây nhất là Katherine Von Till.

### Cinderella (Cô bé Lọ Lem)
Cinderella là nàng công chúa của Disney thứ hai và cũng là tên của bộ phim hoạt hình thứ 12 của Disney Cô bé Lọ Lem, phát hành năm 1950. Nàng thường được coi là "Chị cả của những nàng công chúa Disney". Bị mụ dì ghẻ độc ác và những đứa con riêng xấu tính của bà bắt phải hầu hạ, Lọ Lem ngọt ngào và xinh đẹp nhất thế gian luôn mơ ước được đến buổi khiêu vũ. Khi mọi hy vọng dường như đã biến mất, bà tiên đỡ đầu có khuôn mặt hiền hậu và cây đũa thần của nàng đã tới giúp cho nàng được đi, và ở đó nàng đã gặp và đem lòng yêu Hoàng tử bảnh trai, lịch thiệp và sang trọng. Kiểu tóc đơn giản của nàng Cinderella nhưng hết sức gợi cảm và quyến rũ sẽ khiến các chàng trai để ý dõi theo. Với mái tóc này, Cinderella vừa toát lên sự nữ tính và kiêu kỳ của một cô gái, vừa dịu dàng vừa kiêu kỳ nhưng đầy sức lôi cuốn. Cô bé Lọ Lem dựa theo nữ nhân vật chính trong câu chuyện cổ tích của Pháp Cô bé Lọ Lem của Charles Perrault. Ban đầu nhân vật của nàng do Ilene Woods lồng tiếng, hiện tại Jennifer Hale thực hiện điều này (phim đã được tạo hình đời thật).

### Aurora (Người đẹp ngủ trong rừng)
Công chúa Aurora, ban đầu do Mary Costa lồng tiếng, là nàng công chúa của Disney thứ ba, và lần đầu tiên xuất hiện trong bộ phim hoạt hình thứ 16 của Disney Người đẹp ngủ trong rừng (1959). Bộ phim được chuyển thể từ câu chuyện cổ tích của Pháp Người đẹp ngủ trong rừng của Charles Perrault (1697) và vở ba lê Người đẹp ngủ trong rừng của Pyotr Ilyich Tchaikovsky (1890). Aurora duyên dáng và đáng yêu có mái tóc vàng của ánh mặt trời, đôi môi khiến hoa hồng đỏ cũng phải ghen tị với một chiếc vương miện bằng vàng xinh xắn đội trên đầu và thường được miêu tả là một nàng công chúa xinh đẹp tuyệt trần, thông minh, làm gì cũng khéo léo, múa đẹp không tiên nữ nào bằng, hát hay hơn cả chim họa mi, biết chơi tất cả thứ đàn mà thứ nào chơi cũng giỏi, đức hạnh vẹn toàn không ai sánh kịp, dễ thương, hồn nhiên, hiền hậu, giản dị, nhút nhát và phức tạp, cũng như là một người tình tuyệt vọng. Ban đầu, mọi người thấy nàng có một chút ngây thơ và không vững vàng lắm cũng bởi vì nàng đã bị giam giữ gần như suốt cuộc đời nhưng khác với Bạch Tuyết, nàng nhanh nhẹn và mạnh mẽ hơn. Trong các sản phẩm sau này, nàng trưởng thành hơn và biết tự lo cho bản thân, sống độc lập và rất tự tin. Sau này nhân vật của nàng do Erin Torpey, Jennifer Hale lồng tiếng và hiện tại Kate Higgins thực hiện điều này.

### Ariel (Nàng tiên cá)
Ariel là nàng công chúa của Disney thứ tư và là nhân vật chính trong bộ phim hoạt hình thứ 28 của Disney Nàng tiên cá, phát hành năm 1989. Là con gái của Vua Triton và là một trong số bảy người con gái của ngài, Ariel là nàng công chúa của vương quốc dưới nước Atlantica (theo các tài liệu truyền thông sau này của thương hiệu). Nàng cực kỳ xinh đẹp, sở hữu làn da nhỏ mịn như cánh hồng nhung, đôi mắt xanh thăm thẳm và sâu hun hút như đáy biển, cánh tay thon dài, mái tóc mềm như rong biển, đôi môi đỏ mọng đầy quyến rũ, giọng hát trong trẻo mát xanh như những dòng nước sâu dưới đáy biển và chiếc đuôi cá duyên dáng. Bị thế giới loài người hấp dẫn và quá mệt mỏi với cuộc sống dưới đại dương, Ariel thỏa thuận với một mụ phù thủy ở biển, đổi giọng hát quý giá của mình để được đi lại trên đất liền. Nhờ vậy, nàng có được đôi chân trắng muốt tuyệt đẹp trông uyển chuyển như một vũ nữ và nhan sắc của nàng trở nên nghiêng nước nghiêng thành. Dựa theo câu chuyện cổ tích của Đan Mạch Nàng tiên cá của Hans Christian Andersen, Ariel do Jodi Benson lồng tiếng. Nhân vật của nàng lấy cảm hứng từ nhân vật chính trong truyện cổ của Andersen, nhưng được phát triển theo một tính cách khác phù hợp với bộ phim.

### Belle (Người đẹp và quái vật)
Belle là nàng công chúa của Disney thứ năm, lần đầu tiên xuất hiện trong bộ phim hoạt hình thứ ba mươi của Walt Disney Pictures Người đẹp và quái vật (1991).  Dựa theo nữ nhân vật chính của câu chuyện cổ tích Pháp của Jeanne-Marie Le Prince de Beaumont, Belle được sáng tạo bởi người viết kịch bản Linda Woolverton và ban đầu do James Baxter và Mark Henn thiết kế. Belle ban đầu do Paige O'Hara lồng tiếng, sau đó là Julie Nathanson.
Buồn chán với cuộc sống ở một miền quê của mình, cô gái yêu những cuốn sách Belle luôn ước ao được phiêu lưu khám phá. Khi bố cô, Maurice bị một con quái vật gớm ghiếc bắt, Belle đã hi sinh tự do cá nhân của nàng để đổi lấy việc quái vật trả tự do cho bố mình. Ban đầu nàng sợ hãi vẻ bề ngoài to lớn và hung dữ của quái vật và tỏ ra khó chịu với sự ích kỷ, thô lỗ và độc ác của nó, như sau đó Belle đã rất cảm kích quái vật sau khi nó cứu nàng khỏi một bầy sói đang đói bụng, bày tỏ sự biết ơn của nàng bằng cách chăm sóc vết thương cho quái vật. Từ khi tình yêu mà Quái vật dành cho Belle đã khiến nó cư xử thân thiện và lịch sự hơn, Belle ngày càng thân thiết hơn với quái vật, và cuối cùng đã đem lòng yêu nó, và điều này cuối cùng đã giúp Quái vật trở lại thành một chàng hoàng tử điển trai, bí ẩn. Belle là cô gái xinh đẹp nhất vùng, đôi môi mọng và cặp mắt trong sáng, mái tóc đẹp và hợp mắt, tao nhã và quý phái vừa duyên dáng vừa cổ điển đã tôn cổ cao xinh xắn trên bờ vai trắng muốt và gợi cảm, rất ra dáng một nàng công chúa.
Belle đã nhận được những lời khen ngợi nồng nhiệt từ các nhà phê bình phim trên toàn cầu, đặc biệt dành sự tán dương đặc biệt và công nhận sự thông minh và dũng cảm của nàng. Báo Los Angeles Times đã hoan nghênh Belle là một trong những nàng công chúa của Disney có trách nhiệm "phá vỡ những rào cản truyền thống ". Tờ The Globe and Mail khen ngợi nhân vật này, đặc biệt ca tụng sự hiểu biết và tài năng của nàng và gọi nàng là "nhân vật thu hút và lôi cuốn chính của "Người đẹp và quái vật"". Entertainment Weekly làm nổi bật sự tự lập của nhân vật, gọi nàng là "anh hùng" của bộ phim và cho nàng là nhân vật đã làm cho "Người đẹp và quái vật" trở thành bộ phim tuyệt vời nhất về những nàng công chúa Disney. The Washington Post miêu tả Belle là "trưởng thành hơn, nữ tính hơn, ít đơn điệu và có nhiều đặc trưng giới tính hơn các nữ nhân vật chính trước của Disney. Viện phim Mỹ đề cử vào danh sách 100 năm của AFI... 100 anh hùng và ác quỷ của họ, nhân vật hoạt hình duy nhất nhận được sự ghi nhận như vậy từ tổ chức này.  Belle vẫn là một trong những nữ nhân vật hoạt hình được đón nhận nồng nhiệt nhất của Disney cho tới nay (phim đã được tạo hình đời thật).

### Jasmine (Aladdin và cây đèn thần)
Jasmine là nàng công chúa của Disney thứ sáu và là nữ nhân vật chính của bộ phim hoạt hình thứ 31 của Disney Aladdin (1992). Jasmine thèm khát tự do, mệt mỏi với những quy tắc do bố mình đề ra. Sở hữu tính cách phóng khoáng, đầy tự tin, công chúa Jasmine đã sẵn sàng bước chân ra ngoài cung điện để khám phá những kỳ quan mà nàng chưa từng biết tới. Nàng bị Aladdin quyến rũ khi anh cải trang thành một chàng hoàng tử tinh quái và lanh lợi, đặc biệt là sau khi anh đưa nàng đi một chuyến đi lãng mạn trên chiếc thảm thần. Người bạn của Aladdin, vị thần ẩn trong cây đèn, bị bắt và chà đạp bởi Jafar, kẻ đã sử dụng phép thuật của cây đèn để lật đổ nhà vua một cách tàn bạo và bắt Jasmine mặc đồ ngắn và trở thành người hầu gái của hắn. May mắn thay, sau khi bị Jafar đánh bại, nhà vua đã đồng ý cho Jasmine kết hôn với Aladdin mặc dù anh không phải dòng dõi hoàng gia. Công chúa Jasmine do Linda Larkin lồng tiếng, và phần hát của nàng do Lea Salonga đảm nhiệm (trong bộ phim gốc) và Liz Callaway (trong phần kế tiếp phát hành trên đĩa phim).
Jasmine là một nhân vật dựa trên Công chúa Badroulbadour trong câu chuyện "Aladdin và cây đèn thần" trích từ bộ Nghìn lẻ một đêm (phim đã được tạo hình đời thật).

### Pocahontas (Pocahontas (phim 1995))
Pocahontas là nàng công chúa của Disney thứ bảy và lần đầu tiên xuất hiện trong bộ phim hoạt hình thứ 33 của Disney Pocahontas (1995). Dựa trên nhân vật người con gái của thủ lĩnh người da đỏ châu Mỹ bản địa, Pocahontas (1595–1617), và cuộc dàn xếp hòa giải ở Jamestown, Virginia vào năm 1607. Pocahontas là một cô gái trẻ cao quý với tinh thần phóng khoáng và tâm hồn cao cả. Nàng thể hiện trí tuệ và sự thông minh trước tuổi, rất hiền lành và thường giúp đỡ mọi người xung quanh. Nàng thích phiêu lưu và yêu thiên nhiên. Trong phim, nàng có năng lực siêu nhiên bởi nàng có khả năng giao tiếp với thiên nhiên, trò chuyện với các linh hồn, hiểu được động vật và những ngôn ngữ nàng không biết. Trong phần sau, Pocahontas có vẻ đã trưởng thành hơn sau khi nghe tin giả rằng John Smith đã chết. Nàng giữ phong thái độc lập và thích vui đùa, nhưng trưởng thành hơn và biết tự lo cho bản thân hơn ở bộ phim đầu tiên. Trong thời gian ở Anh, nàng suýt đánh mất mình trong sự ồn ào và xô bồ của cuộc sống mới và trở thành một con người khác vốn không phải nàng. Nhưng cuối cùng nàng đã dũng cảm quyết định hi sinh bản thân cho sự an toàn của mọi người và trở về quê hương, tìm lại chính mình, và tình yêu, một lần nữa. Nàng còn có mái tóc đen dài như làn gió, giúp nàng khoe suối tóc mềm mượt mỗi khi đứng trước gió. Với trực giác cùng những suy nghĩ mạnh mẽ, nàng luôn để ước mơ dẫn đường. Pocahontas do Irene Bedard lồng tiếng còn phần hát do Judy Kuhn thể hiện.

### Mulan (Hoa Mộc Lan)
Mulan là nàng công chúa của Disney thứ 8 và lần đầu tiên xuất hiện trong bộ phim hoạt hình thứ 36 của Disney Mulan (1998). Bộ phim được chuyển thể từ huyền thoại về Hoa Mộc Lan (386–534). Cô là một trong những cô gái mạnh mẽ nhất của Disney. Cho dù không phải là một nàng công chúa thực sự, cô cũng đã kết hôn với một vị tướng trẻ trong quân đội. Mulan, không điển hình và không giống phần lớn những nhân vật nữ trước đây, rất nam tính, tin vào sự bình đẳng và giải quyết mọi việc dựa vào chính sức mình. Cô cũng không hợp với sự mong đợi của mọi người về một thiếu nữ Trung Quốc thời đó; cho dù có vẻ đẹp tự nhiên, học chữ nghĩa, rèn cung kiếm nhưng cô lại rất vụng về, thẳng thắn và tự lập chứ không duyên dáng, lặng lẽ và kín đáo. Chính vì vậy cuộc gặp gỡ của cô với bà mối kết thúc trong hỗn loạn, (với sự giúp đỡ của một con dế nào đó), và bà mối cho rằng dù cho cô có vẻ ngoài giống một cô dâu, nhưng cô sẽ không bao giờ tìm được nửa kia của mình. Tuy nhiên, sự dũng cảm, thông minh và quyết đoán của cô đã giúp cô vượt qua mọi thử thách. Thậm chí, nhờ dáng người nhỏ nhắn, mái tóc cột gọn gàng, đôi mắt một mí đáng yêu, cặp môi đỏ thắm cùng với sự hoạt bát của bản thân mà Mulan đã chiếm được trái tim của Li Shang, người đàn ông vốn bảo thủ, có chút cao ngạo. Anh chàng Li Shang vạm vỡ, giỏi giang, người có cảm mến đặc biệt với Mulan dù anh nghĩ rằng cô là con trai. Ban đầu Li Shang không hài lòng với "anh lính mới" vì cô có thể chất yếu ớt, khiến việc hành quân bị cản trở thế nhưng sau đó Shang đã dần có cảm tình với Ping (tên của Mulan khi giả trang). Dù không nói ra nhưng mọi người ngầm định Li Shang là người song tính/bisexual (người bị hấp dẫn bởi cả hai giới). Mulan do Ming-Na lồng tiếng nhưng phần hát  của cô do Lea Salonga đảm nhiệm.

### Tiana (Công chúa và chàng Ếch)
Tiana, do Anika Noni Rose lồng tiếng, là nàng công chúa Disney thứ chín được đưa vào thương hiệu này, xuất hiện trong bộ phim hoạt hình thứ 49 của Disney Nàng công chúa và con ếch (2009). Bộ phim của nàng dựa trên tiểu thuyết The Frog Princess của E. D. Baker, và chính cuốn sách này lại dựa trên câu chuyện cổ tích của anh em nhà Grimm Hoàng tử ếch. Tiana, nàng công chúa Disney đầu tiên là người Mỹ gốc Phi, là một cô gái trẻ chăm chỉ, đầy tham vọng và nhan sắc xinh đẹp tuyệt vời, đằm thắm nhưng kiên cường, người không yêu ai hết (ở đoạn đầu phim). Nàng là hình mẫu lý tưởng dành cho các cô gái. Sống ở New Orleans, Louisiana, trong những năm 1920, Tiana cố gắng thực hiện mong ước của mình là mở một nhà hàng riêng. Tuy nhiên, nàng bị biến thành một con ếch xanh lạnh lẽo trong khi cố gắng phá bỏ một lời nguyền của một phù thủy với Hoàng tử Naveen tuấn tú, đẹp đẽ, có ánh mắt dịu dàng, cười rất tươi, đàn hay hát giỏi và ham chơi mà lời nguyền đó cũng đã biến chàng thành một con ếch xấu xí, xù xì kêu ồm ộp. Trong suốt bộ phim, họ phải lên đường tìm cách giải lời nguyền đó và đạt được hạnh phúc.

### Rapunzel (Người đẹp tóc mây)
Rapunzel là nàng công chúa Disney thứ mười. Lần đầu tiên xuất hiện trong bộ phim hoạt hình thứ năm mươi của Walt Disney Pictures Nàng công chúa tóc mây (Tangled) (2010), Rapunzel dựa theo nữ nhân vật chính trong truyện cổ tích của Đức của anh em nhà Grimm.  Do người viết kịch bản Dan Fogelman sáng tạo ra, Rapunzel ban đầu do họa sĩ Glen Keane thiết kế, và do ca sĩ Mandy Moore lồng tiếng. Rapunzel đã đăng quang và chính thức được đưa vào thương hiệu Những nàng công chúa Disney vào ngày 2 tháng 10 năm 2011 ở cung điện Kensington Palace tại London, Anh.
Một nàng công chúa xinh đẹp nhất thế gian sinh ra với mái tóc vàng rất dài và có phép thuật vừa mềm mại vừa tha thướt, giọng hát trong mượt mà, tuyệt vời, Rapunzel, bị đánh cắp từ tay bố mẹ nàng từ khi còn bé, được Mẹ Gothel nuôi lớn, một phụ nữ tự phụ đã lợi dụng mái tóc của nàng để được trẻ đẹp mãi mãi. Bị giam cầm trong một toà tháp hẻo lánh suốt mười tám năm trời, Rapunzel nhờ tới sự giúp đỡ của một siêu trộm đẹp trai, láu cá có cặp mắt mơ màng, quyến rũ bị truy nã tên là Flynn Rider để được đi xem thả những chiếc đèn lồng kịp lúc vào lần sinh nhật thứ mười tám của nàng. Rapunzel ngây thơ, nhút nhát nhưng rất thông minh. Cô nàng có khả năng cảm hóa người khác.
Đáng chú ý, Rapunzel là nàng công chúa Disney đầu tiên xuất hiện trong một bộ phim mô phỏng bằng máy tính (CGI), nhưng thường được thiết kế lại bằng hoạt hình truyền thống khi xuất hiện trên các sản phẩm cùng với những thành viên khác trong thương hiệu: những nàng công chúa được vẽ bằng công nghệ hoạt hình truyền thống.
Nhân vật nàng công chúa Rapunzel được đón nhận nồng nhiệt bởi hầu hết các nhà phê bình, họ dành cho nàng những lời khen ngợi đặc biệt tới tính cách rất khí thế và mạnh mẽ cùng với sự hiện đại của nàng. Tờ Los Angeles Times miêu tả Rapunzel là "một cô gái trẻ rất hiện đại". The New Yorker gọi Rapunzel là một nhân vật dí dỏm và thông minh, trong khi báo USA Today viết, "Rapunzel thật hơn trong tuổi thiếu niên của nàng " so với các nữ nhân vật chính trước của Disney. Tuy vậy, cũng có những ý kiến, như hai phản hồi của tờ Time Out, đánh giá ít tích cực hơn, họ miêu tả nàng khá "đơn điệu" và "ít chân thực".

### Merida (Công chúa tóc xù)
Merida, lồng tiếng bởi Kelly Macdonald là nàng công chúa thứ mười một của Disney, lần đầu tiên xuất hiện trong bộ phim của Pixar Nàng công chúa tóc xù (2012), sáng tạo bởi đạo diễn và nhà viết kịch bản Brenda Chapman. Merida là con gái mười sáu tuổi của Hoàng hậu Elinor, người trị vì vương quốc cùng với Vua Fergus. Những mong đợi về con gái mình của Hoàng hậu Elinor khiến Merida tỏ ra xa cách và lạnh nhạt với Elinor và cũng đôi khi gây ra những xích mích giữa hai mẹ con. Mặc dù hy vọng của Elinor là được thấy con gái mình như một cô gái hoàng gia thực sự, Merida lại là một cô gái mạnh mẽ muốn làm chủ số phận của mình. Merida có kỹ thuật bắn cung xuất sắc, và là một trong những người bắn cung điêu luyện nhất từng thấy. Nàng cũng rất giỏi đấu kiếm và cưỡi ngựa dọc vương quốc với con ngựa của mình, Angus.

### Moana (Hành trình của Moana)
Moana, lồng tiếng bởi Auli'i Cravaiho Disney Hành trình của Moana (2016)

### Raya (Raya và rồng thần cuối cùng)
Raya, lồng tiếng bởi Kelly Marie Tran Disney Raya và rồng thần cuối cùng (2021)

## Các sự kiện trực tiếp

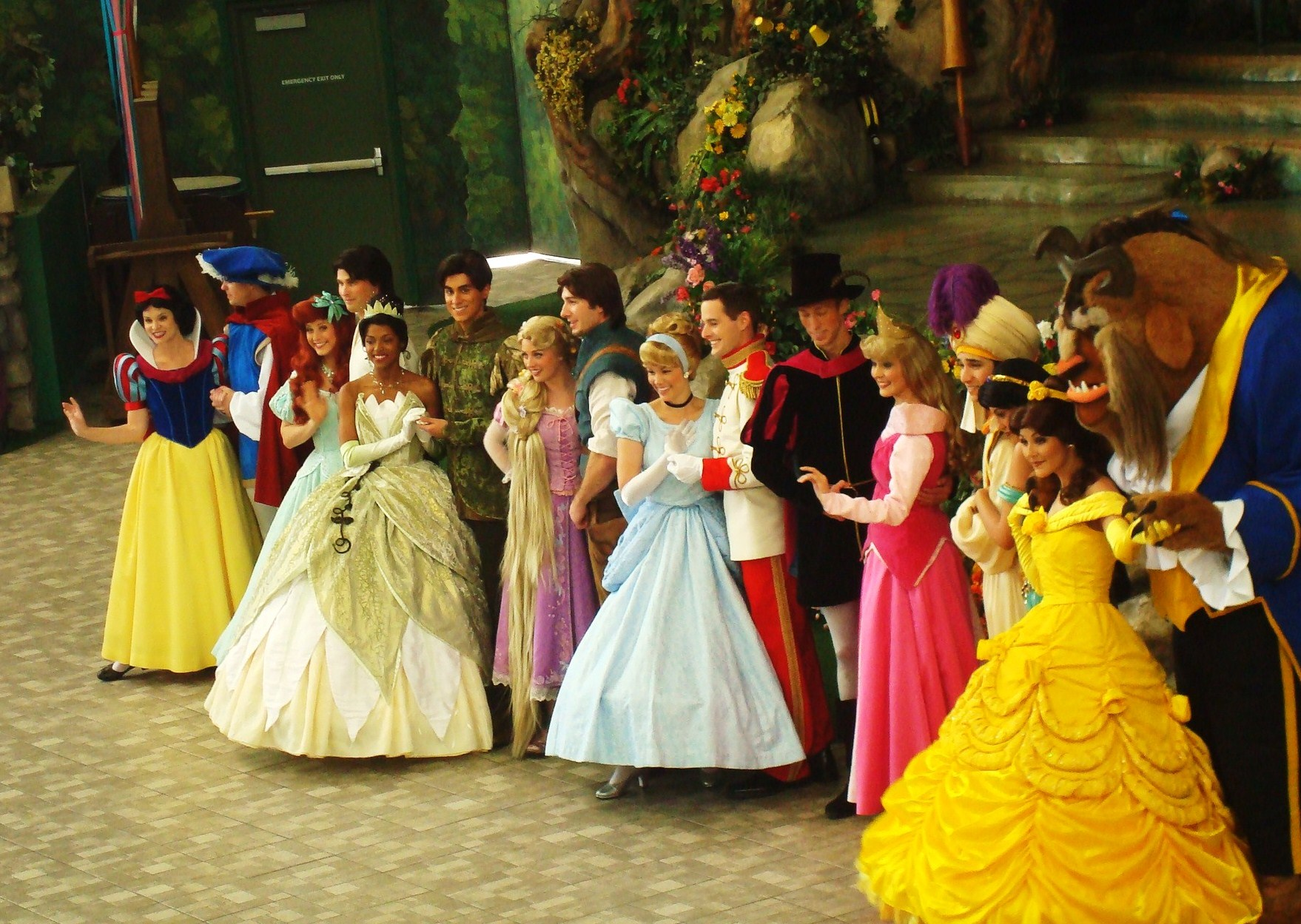
Nàng Bạch Tuyết, Hoàng tử, Ariel, Hoàng tử Eric, Tiana, Hoàng tử Naveen, Rapunzel, Flynn Rider, Cô bé Lọ Lem, Hoàng tử Charming, Hoàng tử Phillip, Aurora (Người đẹp ngủ trong rừng), Aladdin, Jasmine, Belle, Quái vật (trước khi biến thành người).

Tất cả các nàng công chúa đều có thể được gặp mặt và nói chuyện ở Disneyland Resort tại California. Thêm đó, Bạch Tuyết có chuyến đi chơi riêng của nàng ở Disneyland Resort với tên gọi "Snow White's Scary Adventures", tuy nhiên cuộc đi chơi này đã bị loại bỏ Walt Disney World Resort vào năm 2012 như một phần của sự mở rộng New Fantasyland. Vào năm 2006, là một phần của buổi lễ "Year of Million Dreams", nhà hát Fantasyland Theater bắt đầu công chiếu Disneyland Princess Fantasy Faire. Buổi biểu diễn có các vị vua và hoàng hậu hướng dẫn các cậu bé và cô bé những nghi thức thích hợp của một hoàng tử hoặc công chúa và có chính các nàng công chúa Disney tham gia. Các nàng công chúa xuất hiện hôm đó gồm có Snow White, Cinderella, Aurora, Ariel, Belle, Jasmine, Mulan, Tiana and Pocahontas. Khu vui chơi này đóng cửa vào ngày 12 tháng 8 năm 2012 và bắt đầu xây dựng ngôi làng Fantasy Faire mới. Fantasy Faire mới đã có một buổi mở cửa ngắn vào ngày 5 tháng 3 năm 2013 và chính thức mở cửa vào ngày 12 tháng 3 năm 2013.
Ở Walt Disney World Resort các nàng công chúa cũng có thể được gặp mặt và nói chuyện, nhưng ở những địa điểm riêng biệt hơn. Có một sự kiện dựa trên câu chuyện về Cô bé Lọ Lem nơi nàng và một số người thân khác xuất hiện ở Cinderella's Royal Table tại toà lâu đài Magic Kingdom của nàng, cũng như tại bữa tối "Happily Ever After Dinner của Cinderella", trước đó được biết đến với tên gọi "Gala Feast Dinner của Cinderella, tại số 1900 Park Fare trong khu Disney's Grand Floridian Resort & Spa. Những nàng công chúa khác trình diễn ở bữa ăn Princess Storybook. Vào năm 2013, các Nàng Công chúa của Disney sẽ có một buổi gặp mặt và nói chuyện mới với tên gọi Princess Fairytale Hall ở Magic Kingdom.
Nhiều buổi biểu diễn và diễu hành quanh các khu vực trong khu vui chơi có sự tham gia của các nàng công chúa, trong đó có Fantasmic, SpectroMagic, Dream Along with Mickey, the Celebrate a Dream Come True Parade, Mickey's Boo-to-You Halloween Parade và Mickey's Once Upon a Christmastime Parade. Một cửa hàng với tên gọi "Bibbidi Bobbidi Boutique" mở cửa vào ngày 5 tháng 4 năm 2006 ở World of Disney store in Downtown Disney tại Walt Disney World. Vào ngày 22 tháng 1 năm 2007, lâu đài Magic Kingdom ở Walt Disney World Resort bắt đầu buổi biểu diễn đầu tiên của Pirate and Princess Party. Sự kiện đặc biệt này (mà ở Disney người ta thường gọi là hard ticket/hard-ticketed events) có sự tham gia của "Disney's Enchanted Adventures Parade" và một buổi trình diễn pháo hoa đặc sắc có chủ đề đặc biệt với tên gọi "Magic, Music and Mayhem". Cuộc diễu hành này có sáu nàng công chúa chính đến cùng với cách hiệp sĩ và vũ công. Mỗi vùng đất có một đề tài dựa theo một tên cướp biển hoặc một nàng công chúa. Trong số các khu vực đó có Jasmine's Court ở Adventureland, Ariel's Court ở Fantasyland và the Princess Pavilion ở Mickey's Toontown Fair. Các nàng công chúa có thể được gặp mặt và nói chuyện gồm Jasmine, Ariel, Aurora, Cinderella, Pocahontas, Mulan, Tiana, Snow White, Rapunzel, Merida và Belle.
Những con tàu Disney Cruise Line có sự góp mặt của các buổi biểu diễn nhạc kịch sân khấu với các nàng công chúa: Ariel, Tiana, Belle, Cinderella, Mulan, Rapunzel, Aurora, Jasmine và Snow White tham gia cùng trẻ em và những người hâm mộ khác trên tàu. Những nữ nhân vật chính nổi tiếng khác của Disney như Alice và Wendy cũng xuất hiện tại các buổi gặp mặt và nói chuyện.
Disney on Ice có ba buổi biểu diễn với sự tham gia của các nàng công chúa Disney: 100 Years of Magic, Princess Classics, Princesses and Heroes, "Treasure Trove", "Dare to Dream", và "Rockin' Ever After". The Ice Company cũng có các buổi biểu diễn dựa trên những câu chuyện của Nàng Bạch Tuyết (Snow White), Cô bé Lọ Lem (Cinderella), "Người đẹp ngủ trong rừng (Sleeping Beauty)", Nàng tiên cá (The Little Mermaid), Người đẹp và quái vật (Beauty and the Beast), "Aladdin", Pocahontas, Mulan, Nàng công chúa và con ếch (The Princess and the Frog), "Nàng công chúa tóc mây (Tangled)", và "Nàng công chúa tóc xù (Brave)".

### Phim ảnh và truyền hình
Những lần xuất hiện trên truyền hình của Những nàng công chúa Disney được sưu tập vào bộ Disney Princess Collection (Bộ sưu tập của những nàng công chúa Disney), một series các đĩa DVD tổng hợp gồm các tập phim từ Aladdin, Nàng tiên cá và hai tập phim đặc biệt của Người đẹp và quái vật. Một series DVD sau đó cũng được phát hành, lấy tên là Disney Princess Stories (Câu chuyện về những nàng công chúa Disney) với nội dung tương tự như lần ra mắt trước. Princess Party Palace (trước đó được biết đến với tên gọi The Princess Power Hour) là một series truyền hình trên Toon Disney từ năm 2000 đến 2007, nơi từng chiếu các tập phim của The Little Mermaid và Aladdin.
Belle có series truyền hình người đóng riêng của nàng với tên gọi Sing Me a Story with Belle. Tám nàng công chúa đầu tiên của Disney cùng góp mặt trong một series truyền hình hoạt hình với tên gọi House of Mouse.
Đầu năm 2007, Disney thông báo rằng Disney Princess Enchanted Tales, một series mới gồm các sản phẩm phát hành trực tiếp dưới dạng DVD với nhiều câu chuyện mới về các nàng công chúa của Disney. Bộ phim đầu tiên của series này, lấy nhan đề Disney Princess Enchanted Tales: Follow Your Dreams, được phát hành vào ngày 4 tháng 9 năm 2007. Đó là một bộ phim nhạc kịch với những câu chuyện mới về Công chúa Jasmine, và kể câu chuyện mới đầu tiên về Công chúa Aurora suốt từ khi bộ phim gốc Người đẹp ngủ trong rừng lần đầu ra mắt.
Ban đầu, Disney Princess Enchanted Tales: A Kingdom of Kindness được thông báo sẽ là bộ phim đầu tiên của series, vốn bao gồm một phiên bản khác của câu chuyện về công chúa Aurora, và câu chuyện còn lại là về Belle chứ không phải là của công chúa Jasmine. Disney thay đổi điều này mà không có sự thông báo nào. Hiện tại, series này đã bị huỷ bỏ và chỉ còn "Follow Your Dreams" tồn tại đến nay.
Một series truyền hình, Sofia the First, lần đầu tiên công chiếu vào ngày 11 tháng 1 năm 2013 trên kênh Disney Junior, và sẽ có sự tham gia của Công chúa Aurora, Cô bé Lọ Lem, Ariel, Belle, Bạch Tuyết, Công chúa Jasmine, Pocahontas, Mulan, Tiana, Rapunzel và Merida.

### Những cuốn sách nhiều chương về các nàng công chúa Disney
- Ariel: The Birthday Surprise
- Belle: The Mysterious Message
- Cinderella: The Great Mouse Mistake
- Tiana: The Grand Opening
- Jasmine: The Missing Coin
- Aurora: The Perfect Party
- Rapunzel: A Day to Remember

#### A Jewel Story
- Ariel: The Shimmering Star Necklace
- Cinderella: The Lost Tiara
- Belle: The Charming Gift
- Jasmine: The Jewel Orchard
- Tiana: The Stolen Jewel
- Merida: Legend of the Emeralds

### Trò chơi điện tử
Những nàng công chúa Disney đã xuất hiện trên nhiều phương tiện truyền thông khác, như trò chơi điện tử, trong đó có Disney Princess (2003), Disney Princess: Enchanted Journey (2007) và Disney Princess: Magical Jewels (2007). Các nàng công chúa của Disney cũng đã xuất hiện trong Kilala Princess, một loại truyện tranh tưởng tượng/lãng mạn của Nhật Bản, sản xuất bởi Kodansha, lần đầu ra mắt tại Nakayoshi vào tháng 4/ 2005. Cốt truyện của cuốn manga (truyện tranh) này xoay quanh một cô gái tên là Kilala và những cuộc phiêu lưu của cô đi tìm người bạn bị bắt cóc với sự giúp đỡ của sáu nàng công chúa Disney đầu tiên, đó là Bạch Tuyết, Lọ Lem, Aurora, Ariel, Belle và Jasmine.

#### Kingdom Hearts
Trong series game Kingdom Hearts, bảy nàng công chúa của trái tim ("Princesses of Heart"), là những cô gái trẻ với trái tim hoàn toàn trong trắng. Họ sẽ là những người mở đường tới vương quốc Trái tim (Kingdom Hearts) nếu hợp sức lại với nhau. Năm trong số những cô gái này - Lọ Lem, Belle, Aurora, Bạch Tuyết và Jasmine là những nàng công chúa Disney. Hai nàng công chúa của trái tim còn lại là Alice trong phim Alice ở xứ sở thần tiên và nữ nhân vật chính của loạt game, Kairi. Các nàng công chúa Disney xuất hiện nhiều lần khác nhau trong suốt series này:
- Trong khi cả bảy nàng công chúa của trái tim và sau đó là cả sáu nàng công chúa của Disney xuất hiện trong phiên bản game đầu tiên, chỉ có Belle, Ariel và Jasmine xuất hiện trở lại trong Kingdom Hearts II cùng với Kairi, mặc dù những người khác cũng có được nhắc đến. Tuy nhiên, Mulan, xuất hiện lần đầu tiên trong vai một người chơi đến thăm thế giới của mình. Nàng làm nhiệm vụ như một nhân vật trao đổi được trong bữa tiệc giống như Ariel trong phiên bản đầu tiên của Kingdom Hearts.
- Belle, Jasmine, Ariel và Alice xuất hiện ở Kingdom Hearts: Chain of Memories trong trí tưởng tượng của Sora, nhưng vai trò của họ là những nàng công chúa của trái tim thì không được giữ lại nữa; họ cũng xuất hiện trong Kingdom Hearts: 358/2 Days khi từng người trong số họ gặp được Roxas.
- Trong Kingdom Hearts Birth by Sleep, Bạch Tuyết, Lọ Lem và Aurora xuất hiện cùng với các thế giới được yêu thích nơi họ sống là Dwarf Woodlands, Castle of Dreams, Enchanted Dominion.
- Các phiên bản kỹ thuật số của Alice và Jasmine xuất hiện trong game Kingdom Hearts coded.

## Phản hồi/đánh giá
Thương hiệu Những nàng công chúa Disney nói chung đã nhận được những phản hồi trái chiều từ các nhà phê bình và người tiêu dùng, đặc biệt là các nhà nữ quyền.
Đã có căng thẳng xảy ra giữa tập đoàn Disney và các nhà nữ quyền kể từ khi bộ phim đầu tiên về một nàng công chúa Disney ra đời vào năm 1937. Hình ảnh người phụ nữ trong các bộ phim của Disney một phần là do cảm nhận riêng của Walt Disney về cuộc sống gia đình đã áp dụng và hình thành nên công ty Disney, một phần là thái độ của ông phản ánh quan niệm nam quyền trong những năm 1940 về vai trò của người phụ nữ trong xã hội.
Vào ngày 24 tháng 12 năm 2006, Peggy Orenstein đăng bài "What's Wrong With Cinderella?" trên báo The New York Times. Trong bài viết của mình, Orenstein thảo luận những lo lắng của cô về tác động của hình ảnh những nàng công chúa lên các cô bé. Orenstein sử dụng những nàng công chúa của Disney để diễn giải nhiều trong số các luận điểm của mình. Orenstein cũng ghi chú sự lan toả rộng khắp của thương hiệu công chúa và nói rằng mọi khía cạnh của trò chơi đều có một điều gì đó tương đương với các nàng công chúa. Tamara Weston của tạp chí Time nhận xét không tích cực về thương hiệu này, gọi các nàng công chúa là "những cô gái yếu đuối cần sự giúp đỡ" và là những hình mẫu có tác động tiêu cực tới những cô bé.